# Bagley (Minnesota)
Bagley ist eine Kleinstadt (mit dem Status „City“) und Verwaltungssitz des Clearwater County im Nordwesten des US-amerikanischen Bundesstaates Minnesota. Das U.S. Census Bureau hat bei der Volkszählung 2020 eine Einwohnerzahl von 1.285 ermittelt.

## Geografie
Bagley liegt zwischen Lake Lomond im Norden und dem Clearwater River im Süden, einem Nebenfluss des in den Red River of the North mündenden Red Lake River. Die Stadt liegt auf 47°31′18″ nördlicher Breite und 95°23′54″ westlicher Länge und erstreckt sich über 5,21 km².
Benachbarte Orte von Bagley sind Clearbrook (19,6 km nördlich), Shevlin (11,3 km östlich), Zerkel (23,9 km südlich) und Lengby (19,2 km westlich).
Die nächstgelegenen größeren Städte sind Fargo in North Dakota (180 km südwestlich), Winnipeg in Kanada (331 km nordnordwestlich), Duluth am Oberen See (287 km ostsüdöstlich) und Minneapolis (387 km südöstlich).
Die Grenze zu Kanada befindet sich 186 km nördlich.

## Verkehr
Der U.S. Highway 2 führt als Hauptstraße durch das Zentrum von Bagley und kreuzt im Stadtzentrum die Minnesota State Route 92. Alle weiteren Straßen sind untergeordnete und teils unbefestigte Fahrwege sowie innerörtliche Verbindungsstraßen.
Parallel zum US 2 verläuft eine Eisenbahnlinie der BNSF Railway.
Östlich des Stadtgebiets befindet sich mit dem Bagley Municipal Airport ein kleiner Flugplatz. Die nächsten Großflughäfen sind der Hector International Airport in Fargo (177 km südwestlich), der Winnipeg James Armstrong Richardson International Airport (339 km nordnordwestlich) und der Minneapolis-Saint Paul International Airport (410 km südöstlich).

## Demografische Daten
Nach der Volkszählung im Jahr 2010 lebten in Bagley 1392 Menschen in 619 Haushalten. Die Bevölkerungsdichte betrug 267,2 Einwohner pro Quadratkilometer. In den 619 Haushalten lebten statistisch je 2,12 Personen.
Ethnisch betrachtet setzte sich die Bevölkerung zusammen aus 84,1 Prozent Weißen, 0,6 Prozent Afroamerikanern, 11,2 Prozent amerikanischen Ureinwohnern, 0,4 Prozent Asiaten sowie 0,1 Prozent (zwei Personen) aus anderen ethnischen Gruppen; 3,7 Prozent stammten von zwei oder mehr Ethnien ab. Unabhängig von der ethnischen Zugehörigkeit waren 2,4 Prozent der Bevölkerung spanischer oder lateinamerikanischer Abstammung.
25,1 Prozent der Bevölkerung waren unter 18 Jahre alt, 51,1 Prozent waren zwischen 18 und 64 und 23,8 Prozent waren 65 Jahre oder älter. 54,7 Prozent der Bevölkerung war weiblich.

Das mittlere jährliche Einkommen eines Haushalts lag bei 29.833 USD. Das Pro-Kopf-Einkommen betrug 17.847 USD. 24,0 Prozent der Einwohner lebten unterhalb der Armutsgrenze.